# Myrmeciinae
Myrmeciinae là một phân họ trong họ Formicidae (kiến) từng được tìm thấy trên toàn cầu nhưng hiện nay chỉ thấy phân bố trong phạm vi Úc và New Caledonia.
Phân họ này là một trong vài phân họ kiến có các kiến thợ cái có khả năng giao phối và sinh đẻ, vì thế có thể duy trì đàn kiến sau khi mất kiến chúa. Phân họ Myrmeciinae trước đây chỉ bao gồm 1 chi, Myrmecia, nhưng năm 2003 đã được Ward & Brady mô tả lại để bao gồm 2 tông và 4 chi. Năm 2006 Archibald et al. bổ sung 3 chi, 1 chi hình thái và 9 loài hóa thạch thu thập từ Eocen sớm ở Đan Mạch, Canada và bang Washington.

## Tông và chi
- Tông Myrmeciini Emery, 1877
  - Myrmecia Fabricius, 1804
- Tông Prionomyrmecini Wheeler, 1915
  - Nothomyrmecia Clark, 1934
  - †Prionomyrmex Mayr, 1868
- Tông incertae sedis
  - †Archimyrmex Cockerell, 1923
  - †Avitomyrmex Archibald, Cover & Moreau, 2006
  - †Macabeemyrma Archibald, Cover & Moreau, 2006
  - †Ypresiomyrma Archibald, Cover & Moreau, 2006
- Chi hình thái (cho các loài thuộc phân họ nhưng chưa thể nhận dạng là thuộc chi đã biết nào)
  - †Myrmeciites Archibald, Cover & Moreau, 2006

## Phân loại
Phân họ Myrmeciinae được nhà côn trùng học Italia là Carlo Emery thiết lập năm 1877 dưới tên gọi gốc là Myrmeciidae. Nó được đặt tên theo chi Myrmecia, chi điển hình của phân họ. Năm 1882, phân họ được nhà côn trùng học người Pháp là Ernest André coi như một tông trong họ Myrmicidae, nhưng năm 1905 được chuyển sang họ Poneridae.